# Henning Pauly
Henning Pauly (Hirschhausen-Weilburg, 25 juli 1975),  alias HP42, is een Duitse YouTube-gitarist, componist en producer die onder gitaristen bekend is om zijn (Engelstalige) video-reviews van gitaren en aanverwante producten. Zijn video’s worden veel bekeken en zijn YouTubekanaal haalde op 22 oktober 2019 de grens van honderdduizend abonnees. Pauly was ook de componist en producer achter progrockprojecten Chain en Frameshift.

## Biografie
Na in mei 2000 zijn studie arranging and music synthesis aan het Berklee College of Music in Boston cum laude te hebben afgerond en een periode van tien jaar waarin hij als muzikant en progrock-producer in Los Angeles werkte, keerde hij na het overlijden van zijn vader terug naar Duitsland en kocht een huis in zijn geboortedorp om daar de 42 Studio op te zetten. In 2013 maakte hij een serie demonstratievideo’s van Harley Benton-effectpedalen voor muziekwinkel Thomann die opvielen door de kwaliteit van zowel beeld als geluid waarop meer fabrikanten hem hun gitaren en apparatuur stuurden voor review- en demonstratievideo’s. Rond die tijd werden demovideo’s en reviews op YouTube vaak nog met goedkope camera’s slechte belichting en de microfoon van de camera opgenomen. Bij de video’s van Henning Pauly was dat allemaal wel op orde. Ook zijn informatieve presentatiestijl met veel humor was anders dan tot dan gebruikelijk was. Hierdoor begon zijn YouTube-kanaal te groeien.
Voor sommige van zijn video’s wordt hij door fabrikanten betaald waarbij hij dan wel benadrukt dat hij niet voor zijn mening wordt betaald. Dat is ook te merken aan zijn scherpe kritiek bij apparaten en gitaren die niet voldoen aan zijn verwachting. Een aantal keer was Pauly’s kritiek (deel van de) reden voor een fabrikant om verbeteringen aan het product door te voeren.
Pauly heeft veel gitaren en versterkers in bruikleen wat de fabrikanten of luthiers “exposure” oplevert. Pauly neemt zijn video’s in een take op om zo min mogelijk tijd kwijt te zijn aan nabewerking. De camera’s worden vanuit een controlroom bediend door zijn vrouw Leslie (met wie hij in 2022 trouwde) of door een gast. Vast onderdeel van zijn demo/review-video’s is het inspelen van een van zijn composities waarbij hij de gitaar of het stuk apparatuur op alle gitaarpartijen gebruikt. Review-video’s van Pauly duren vaak ruim een half uur met uitschieters tot een uur (als het uitgebreide apparaten of een hele lijn effectpedalen betreft) Zijn video’s eindigen standaard met de opmerking Animals at the end (soms door een gast uitgesproken) waarna er een filmpje met dieren en zijn eigen muziek wordt gestart. Pauly en zijn vrouw zetten zich in voor een lokaal dierenasiel. Ook is die opmerking een verwijzing naar wat volgens hem het originele doel van YouTube was, namelijk; homevideo’s van huisdieren.
Behalve demonstraties en reviews maakt hij ook video’s op muziekbeurzen waar hij met zijn humoristische stijl de vertegenwoordigers van fabrikanten interviewt over hun nieuwe producten (waarbij regelmatig niets van de uitleg over het product terechtkomt).
Ook experimenteerde Pauly een tijdje met optredens van artiesten in zijn studio die dan live werden gewebcast. Tijdens die optredens kwam Henning dan binnen om voor te stellen een andere gitaar of versterker voor een specifieke song te gebruiken. 
Naast gitaren en aanverwante  apparatuur, demonstreert en reviewed Pauly een enkele keer ook video- en opname-apparatuur of iets anders waar hij erg enthousiast over is. Ook komt het weleens voor dat een vertegenwoordiger of ontwerper van een merk bij hem in de studio aanschuift om extra uitleg over een product te geven.
In 2019 nodigde Pauly enkele artiesten uit om een live gestreamd optreden in zijn studio te geven. Ook werkte hij aan de productie van een album van de Duitse band Campaign Like Clockwork, een band waarmee hij al eerder samenwerkte. Het volledige opnameproces werd live uitgezonden.
Voor 42 Gearstreet 2020 verbouwde Pauly een ruimte in het pand naast het huis waar hij woont en zijn opnamestudio heeft (het voormalige postkantoor van Hirschhausen) tot een tweede studio (Studio B) die puur als YouTube-studio is ingericht. Studio A kreeg in de weken daarna een opknapbeurt. In 2021 publiceerde Pauly een cursuspakket voor het programeren van realistisch klinkende digitale drumtracks. In 2023 opende Pauly nog een derde webstudio in een ander buurpand.

## Evenementen
Sinds 2017 heeft Pauly verschillende meerdaagse evenementen voor YouTube-gitaristen en gitaarmerken georganiseerd.
In september 2017 organiseerde hij samen met Framus/Warwick GuitCon. Daarbij kwamen bekende YouTube-gitaristen van over de hele wereld samen in het fabriekspand van gitaar/basgitaarfabrikant Framus/Warwick waarbij ook vertegenwoordigers van diverse merken aanwezig waren. Na onenigheid over zijn rol in het evenement trok Pauly zich terug uit GuitCon en organiseerde hij in 2018 samen met Thomann een soortgelijk event genaamd Thomann Gearhead University (TGU). Bij TGU2019 was hij niet betrokken. 
Omdat Pauly liever geen organiserende tussenpartij meer voor zo’n event had organiseerde hij in september 2019 een Youtube-gitaristen evenement genaamd 42 Gearstreet One. Daarvoor werden ook het huis van zijn broer (overbuurman), dat van zijn moeder en het huis van zijn buurman tot tijdelijke studio’s omgebouwd. In augustus 2020 werd 42 gearstreet wederom georganiseerd. Dit maal waren er vanwege de coronapandemie alleen YouTubers en vertegenwoordigers uit de EU uitgenodigd en moesten er aanpassingen worden doorgevoerd om afstand van elkaar te kunnen houden. Het jaar daarop werden wel weer  Amerikanen uitgenodigd.

## Harley Benton HP42 signature
Thomanns huismerk Harley Benton dat mede door Pauly’s video’s bekendheid en een goede reputatie had verkregen bracht in 2019 een Henning Pauly signatuur-gitaar uit in een gelimiteerde oplage van 42 stuks. Om deze gitaar, waarvoor veel interesse was, te kopen moesten geïnteresseerden worden ingeloot. Er waren 700 inschrijvingen. De gelimiteerde oplage werd voor 442 euro verkocht en geleverd in een koffer met daarin ook cd’s van Pauly. Pauly en het Harley Benton team waren sinds 2015 met het verwezenlijken van deze gitaar bezig geweest en hadden daarbij veel tegenslag door fabrikanten die niet konden leveren wat ze beloofden. Dat hele proces kwam ook in diverse video’s naar voren. Pas het vijfde prototype werd goedgekeurd maar bij de productiegitaren bleek de elektronica niet goed gesoldeerd te zijn wat dus in de werkplaats van Thomann nog moest worden hersteld.
Eigenschappen van de gitaar zijn:
- Vaste brug (hard tail)
- Humbucker-pick-up bij de brug en een P-90 bij de hals.
- Hals van geroosterd esdoorn
- Push-push schakelaar voor coilsplit
- Gekleurd in de groen- en paarstinten van het HP42 logo
- Op de kop is een pootafdruk van een van Pauly’s honden gedrukt.
- Voor deze gitaar werd op Pauly’s suggestie een nieuw Harley Benton-logo ontworpen dat sindsdien voor alle nieuwe producten van dat merk wordt gebruikt.

Een gelimiteerde grijze versie werd in een oplage van 60 verkocht als de HP42 Oupsie. Thomann had één gitaar met een mahoniehouten hals als prototype voor de serieproductie besteld, maar kreeg er per abuis 60 geleverd. Buiten de kleur en het hout voor de hals wijkt deze af in dat er een string tree en een ander type topkam op zitten. Door de mahonie hals klinkt deze gitaar (in Pauly’s woorden) iets voller/ronder en iets minder helder.
In november 2019 bracht Thomann een serieproductie-variant op de markt waarbij de enige verschillen zijn dat de elementen zwart in plaats van paars zijn uitgevoerd, het ingelegde parelmoeren HP42 logo bij de twaalfde fret is verdwenen en er positiestippen op de toets zijn aangebracht (De limited editie had alleen positiestippen op de zijkant van de hals).
De ontwikkeling van deze gitaar was van grote invloed op de ontwikkeling van de Fusion-serie van Harley Benton.

## Bijnaam
Henning Pauly is bekend onder de naam HP42 (zijn initialen en de naam van zijn studio). Omdat die naam op YouTube al werd gebruikt schreef hij die letters daar fonetisch uit als EytschPi42.

## Discografie
Albums

Als lid van Chain:
- Reconstruct, 2003
- .EXE, 2004

Als Frameshift:
- Unweaving The Rainbow, 2003 (Progrock Records)
- An absence of empathy, 2005 (met Sebastian Bach, Progrock Records)

Als Henning Pauly:
- 13 Days, 2004
- Credit where credit is due, 2005
- Babysteps, 2006 (met James LaBrie)